# Anetarca brasiliana
Anetarca brasiliana is een slakkensoort uit de familie van de Facelinidae. De wetenschappelijke naam van de soort is voor het eerst geldig gepubliceerd in 2004 door Garcia F. & Troncoso.